# 皮克特人

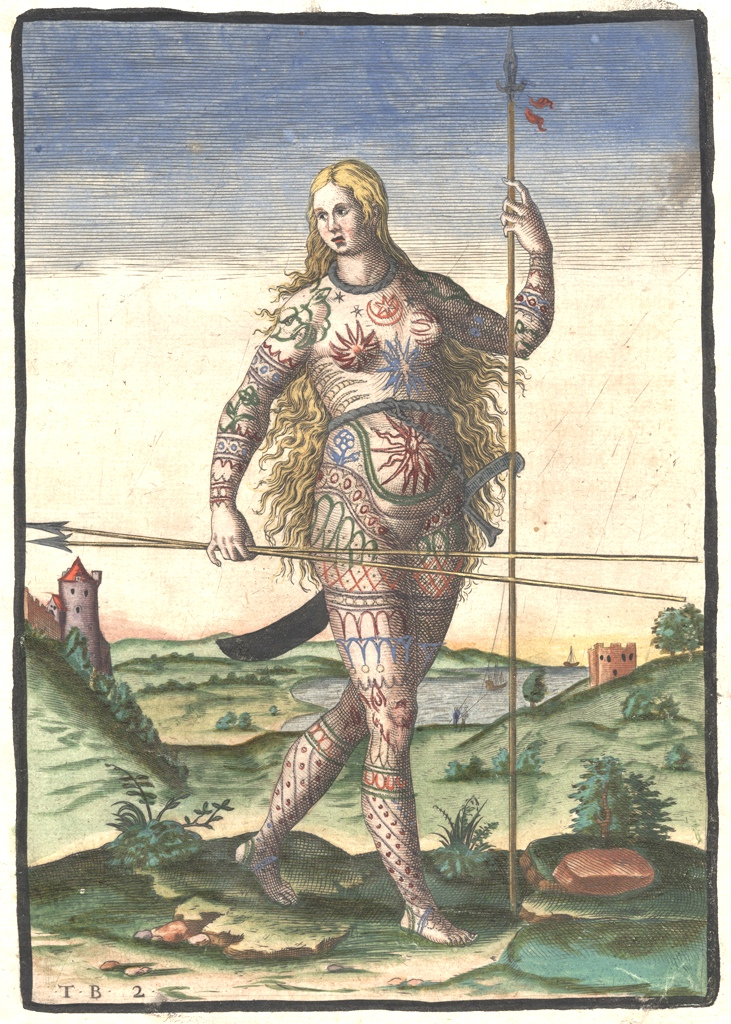
皮克特人女性, Theodor de Bry繪，1588年

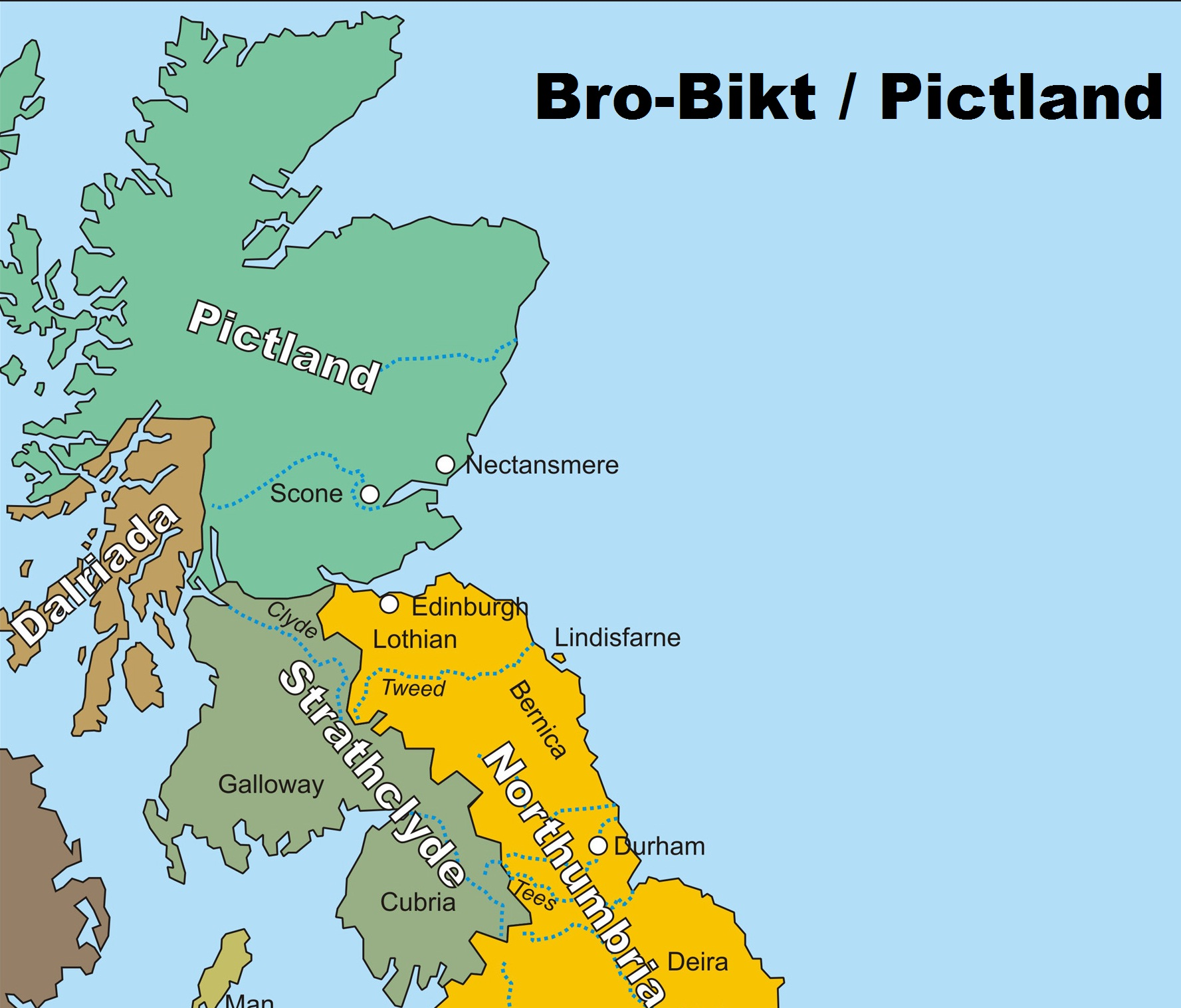
Pictland，約800年

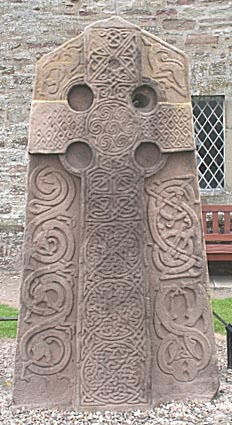
The Class II Kirkyard，約800年，Aberlemno

皮克特人指數世紀前，先於蓋爾人居住於福斯河以北的皮克塔維亞，也就是加勒多尼亞（現今的蘇格蘭）的原住民。
皮克特人（Pict）的最早文献记载出现在297年，古羅馬时期作家尤米尼乌斯（Eumenius）所著的颂词中。"Picti"一词在拉丁文中意指“被彩绘的人”或“身上有刺青的人”。关于其词源，有理论认为它可能源自凱爾特語族。在蓋爾亞支语言中，凱爾特人称皮克特人为"cruithne"，而布立吞亞支語言中的凯尔特人则用"prydyn"来指代他们，后者是"不列顛"（Britain）一词的来源。

## 歷史
在文字記錄缺乏的情況下，其他考古遺跡，例如他們所遺留的建築與珠寶的設計形式，都提供後人一個了解皮克特人社會的管道：當時的皮克特人很可能已經建立許多彼此偶有衝突小王國。
學者相信皮克塔維亞（皮克特人居住的區域）涵蓋了現今除了亞蓋爾的福斯河及克萊德河以北的蘇格蘭地區。證據顯示有兩個大王國存在著，一個在北邊現今的Mounth，以莫立郡為中心，一個在南邊，以Forteviot為首都。愛爾蘭語的史料則記錄了七個曾存在於歷史上的皮克特王國，分別是：
1. Cait—位於現今的開斯納斯及薩瑟蘭
2. Ce—位於現今的Mar及布肯
3. Circinn—位於現今的安格斯郡及Mearns
4. Fib—位於現今的伐夫郡及琴洛斯郡（其中伐夫郡至今仍被稱為「伐夫王國」，the Kingdom of Fife）
5. Fidach—位於現今的莫立郡及羅斯郡
6. Fotla—位於現今的阿受爾及高瑞
7. 福尔特里乌—位於現今的Strathearn及門蒂斯（羅馬人分別將之稱為Fortrenn及Verturiones）

但一些良好的考古證據及文獻紀錄也都顯示，在蘇格蘭北方的奧克尼群島上，可能還有另一個皮克特王國存在。
基督教傳教士在五、六世紀讓南方的王國改信基督教後，也在七世紀改變了北方皮克特王國的信仰。在傳教過程中，蘇格蘭南方的英國人及北恩布瑞安的教會扮演了一部份的角色，但影響最大的還是凱爾特教會的聖哥倫巴及其繼承者，在皮克塔維亞與愛奧那島的教會之間建立一道很強的連結。
以前的說法是達爾里阿達人的入侵逼迫皮克特人遷至此處，但因為沒有證據顯示達爾里阿達人在八到九世紀的統治，因此歷史學者現在質疑這個說法。他們認為皮克特人的國王Onuist mac Uurgust（約729年-761年）及Caustantin mac Uurgust（約789年-820年）統治了達爾里阿達。Onuist劫掠了Dunadd，並抓了達爾里阿達國王的兒子。而Caustantin將達爾里阿達的王位賜給了他自己的兒子，並由他的兄弟、兒子、及姪子繼承皮克塔維亞的國王，直到839年維京入侵者征服皮克特人。
在維京人的時代，來自北歐的入侵者征服了北皮克塔維亞的大部分地區，也就是開斯納斯、薩瑟蘭、西方的島嶼，及羅斯郡。在南方的皮克塔維亞，皮克特人和維京人的戰爭則持續到Kenneth mac Alpin的孫子Constantine mac Aeda上位時（900年-942或943年）。

## 皮克特語
與其他死語一樣，我們對於皮克特語起源，以及它與其他語言的關係的了解均非常少。
這裡將皮克特人及他們的語言分別歸類為凱爾特人以及凱爾特語族的語言，這點還需要進一步的考察，但從地名的證據來看是傾向支持這個論點的。地名讓我們知道史前皮克特人的部落是存在於現今的蘇格蘭地區，以"Aber-"、"Lhan-"、"Pit-"，或"Fin-"開頭的地名，都顯示了這些地區曾是過去皮克特人所居住過的地方，例如Aberdeen「亞伯丁」、Lhanbryde、Pitmedden、Pittodrie「皮托德里」，及Findochty等。還有一項可以作為支持這個假設的證據，就是說蓋爾語言的人自古就認為皮克特人是他們稱做Cruithne——布立吞語言民族的一支（或等同布立吞語言民族）。Cruithne與威爾斯語的Prydain很可能是同源詞，我們可以在比較兩個字之後，看到印歐語系的子音 /kw/ 分別對應到蓋爾亞支語言的 /k/ 及布立吞亞支語言的 /p/ 的標準過程。而之後英語的Britain「不列顛」便是由布立吞凱爾特語的Prydain（或更古老的形式：Pretani）經由拉丁語起源的。
但是同樣地，其他假設也同時存在。例如巴斯克民族主義者Federico Krutwig (1921-1998)就依語言上的相似性試著將皮克特人與巴斯克人拉上關係。根據他的理論，皮克特人與巴斯克人都是當初比原始印歐民族更早在歐洲生活的先住民。然而皮克特語相關語料的缺乏，增加了驗證這項假設的難度。
此外，還有人認為皮克特人就是斯基泰人的起源，將兩個史前民族的關係拉在一起，但同樣地都因為語料的缺乏而增加了考證這項傳說的困難度。

## 外部連結
- The Birth of Scotland（英語）
- Woad and its mis-association with Pictish BodyArt（英語）